# Kirche von Hausjärvi

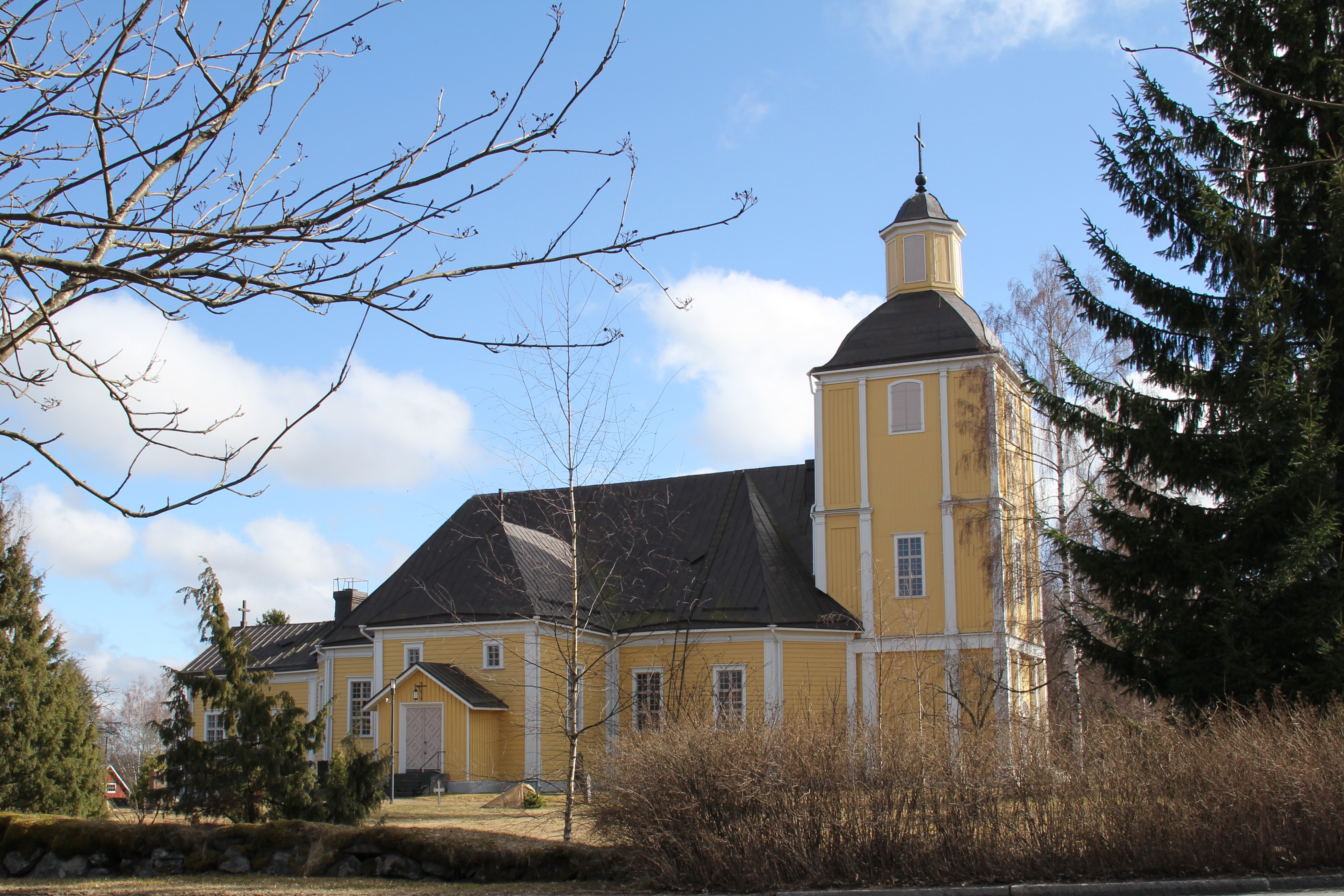
Kirche in Hausjärvi, 2014

Die evangelisch-lutherische Kirche von Hausjärvi (finnisch Hausjärven kirkko) ist ein Kirchengebäude der Kirchengemeinde Hausjärvi in der Gemeinde Hausjärvi. Sie wurde von Martti Tolpo erbaut und 1789 fertiggestellt.

## Lage, Beschreibung, kurze Geschichte
Die Kirche befindet sich in der Nähe der Kreuzung der alten Straßen von Helsinki, Hämeenlinna und Porvoo. Bis zur größten Siedlung der Gemeinde, Oitti, sind es etwas mehr als fünf Kilometer, bis  Hikiä ein paar Kilometer und bis Ryttylä knapp zehn Kilometer.
Die Kirche ist eine Langhauskirche mit einem Hauptturm, der auf beiden Seiten flache und schmale Rippen aufweist, sie wurde 1886 errichtet.
Das Altarende hat ein Querschiff, und hinter dem Altar befindet sich eine Sakristei.

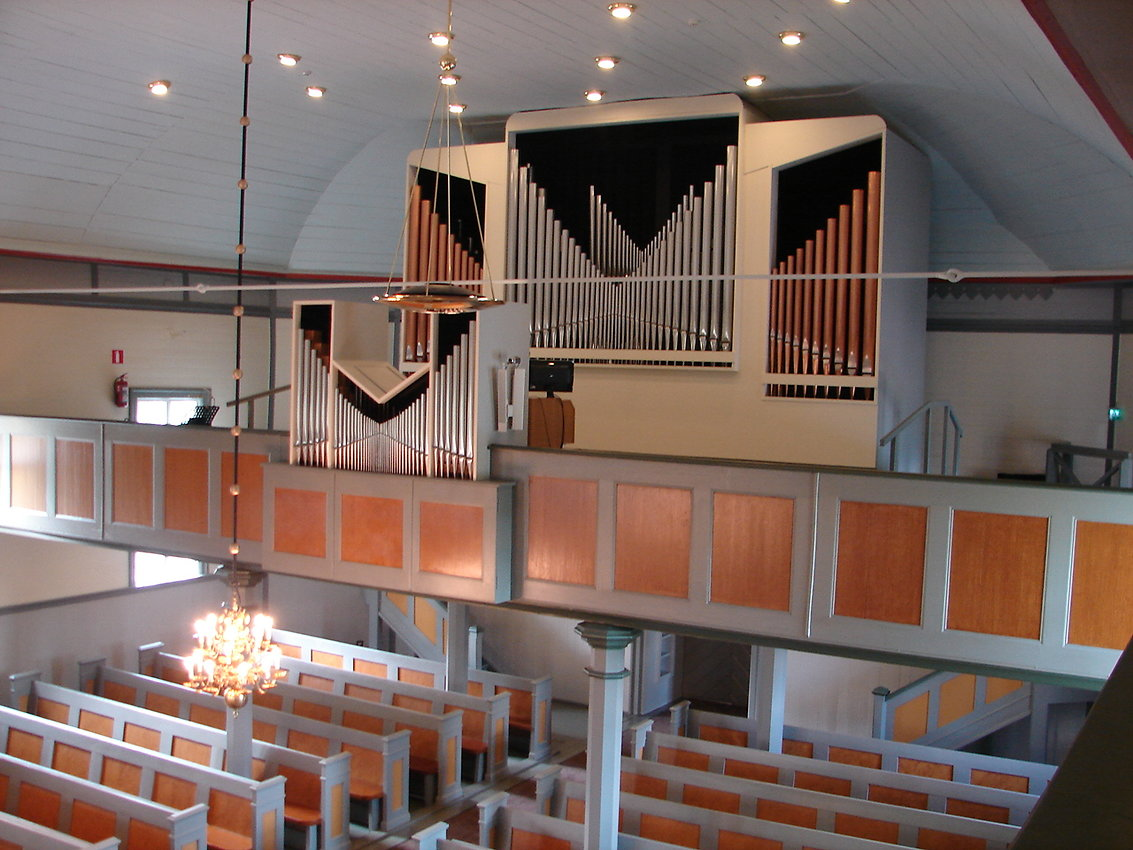
Orgel aus dem Jahr 1966

Die Kirche wurde mehrmals renoviert. Die letzte größere Renovierung fand 2010–2011 statt. Die Heizung wurde durch eine Erdwärmeheizung ersetzt, die Kirche wurde innen und außen gestrichen und die Zugänglichkeit verbessert. Der Altar bekam einen Platz nicht mehr direkt an der Wand, die Kanzel erhielt einen Schalldeckel und das Altarbild wurde von Pilastern und Ornamenten auf der Platte umgeben. Das Altarbild der Kirche ist Die Auferstehung Jesu des Malers Robert Wilhelm Ekman.
Die aktuelle Orgel entstand 1966 in der Werkstatt von Orgelfabrik Kangasala. Sie verfügt über 28 Register auf drei Manualen und ersetzte ein Vorgängerinstrument aus dem Jahr 1910: eine Thulé-Orgel. Diese hatte wiederum eine Vorgängerin, die ebenfalls beim Orgelbauer Anders Thulé (geb. 11. Juli 1813, gest. 29. Februar 1872) gebaut und in dem Kirchenneubau installiert worden war.